# Mednarodna številka bančnega računa
Mednarodna številka bančnega računa (angleško International Bank Account Number, kratica IBAN) je mednarodni standard za identificiranje bančnih računov izven državne meje. Prvotno je bil sprejet s strani Evropskega komiteja za bančne standarde, kasneje pa se je uveljavil kot ISO 13616:1997, zdaj ISO 13616:2003.
IBAN je sestavljen iz kode države po standardu ISO 3166-1 alfa-2, kontrolne številke in največ trideset alfanumeričnih znakov domačega bančnega računa, imenovanega BBAN.
IBAN za Slovenijo izgleda takole:
SIkk BB BBB CCCCCCCC KK
Prvi dve števki BB predstavljata banko, naslednje tri podružnico. Zadnji dve števki (KK) sta kontrolni števki. Kontrolni števki IBAN (kk) za Slovenijo sta 5 in 6. C-ji predstavljajo številko računa